# 潘木枝

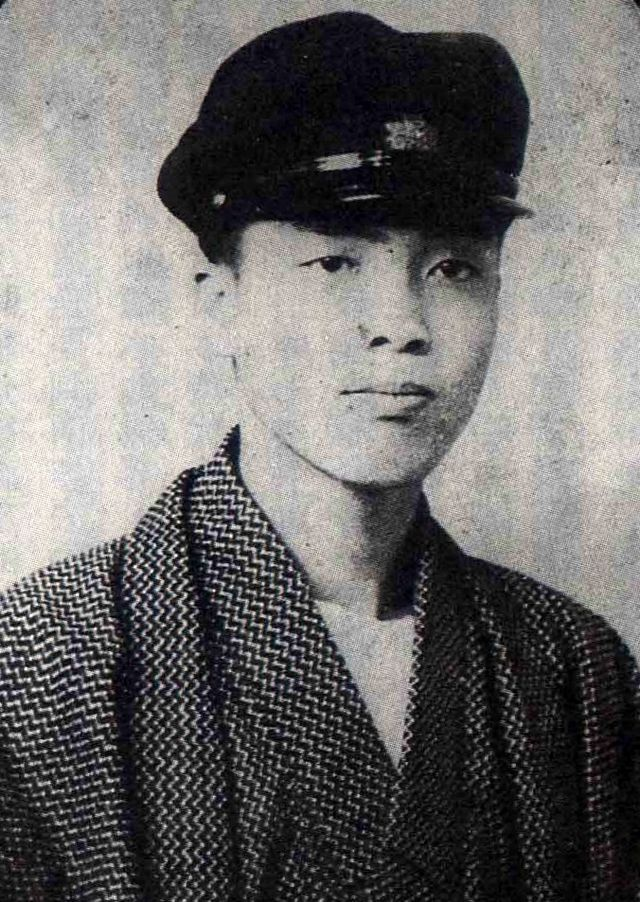
潘木枝肖像

潘木枝（1902年12月19日—1947年3月25日），是一位生於臺灣嘉義的醫師、政治人物、二二八事件受難者。他曾在嘉義開設診所救濟窮困民眾，也曾任嘉義市參議會議員，後於二二八事件中遭國民政府軍殺害。

## 生平

### 行醫
1921年至1923年間，潘木枝任教於臺南州水林公學校（今雲林縣水林鄉水燦林國民小學前身）。隨後，他前往日本，進入東京醫學專門學校就讀。畢業並取得醫師執照，先在東京工作，後返鄉於嘉義市開設「向生醫院」；潘木枝性情慈善仁厚，給予無力負擔醫療費用的窮人免費診治，一天看200個病患就有40個不收錢。其中有漁民從布袋、朴子等地來看病，因為路途遙遠難以往返，潘木枝則免費安排其入住嘉義市區旅社，直到病好為止；若有病患所攜帶的金錢用完無法回家，潘就請護士購買車票讓其回家，潘因而廣受愛戴好評。
國民政府接管台灣後，潘免費為當時駐紮在嘉義的中華民國國軍看病，醫院內懸掛部隊長的感謝函，並且挽救包含嘉義市長孫志俊、蕭萬長等許多人的性命，孫志俊稱潘為「再生父母」。

### 遇害
1946年，潘木枝在嘉義市參議會選舉中於東門區獲得最高票數，當選嘉義市參議會議員（第二高票是許世賢醫師，前任監察院長張博雅的母親）。潘在競選期間依舊在醫院為患者看病。1947年二二八事件蔓延至當地後，他參與於當地處理委員會並斡旋多方交涉，並代表嘉義市二二八事件處理委員會在水上機場與守軍進行和談，遭到中華民國國軍禁錮，並刑求拷打、指甲被插刺鐵釘，未經司法審判下被全身綑綁押至嘉義市區遊街示眾後公開槍決；與同為市參議會議員的畫家陳澄波、牙醫盧鈵欽與戲院老闆柯麟同遭處決。直到處決前日，潘木枝基於日治時期法治社會的價值觀，仍舊懷抱憑藉司法審判替自己辯護的希望。行刑當日，潘木枝的次子潘英哲（15歲）因欲營救父親遭國軍開槍射擊頭部身亡；行刑時，潘極度痛苦而喊叫至下顎脫臼，並在三子潘英山安撫下閉上雙眼，軍方不許家屬立即取回遺體，予以曝屍示眾多日。
潘木枝的七子潘信行描述父親屍體運回家裡時，狀況極混亂，哭的、罵的都有，悲痛的鄉親不斷到家裡上香；前中華民國副總統蕭萬長過去受訪時也表示，年幼的他在車站親眼看著人人敬愛的潘醫師被槍決濺血，現場一片肅殺氣氛，母親叫他替潘醫師上香。

## 與妻訣別書
潘木枝的遺書（以鉛筆書寫於一張「香蕉」菸包裝紙反面），全文照錄如下：
|  | 素霞賢妻如面： 余已絕望矣！僅書此為最後遺言，望賢妻自重自強。 一、潘木枝家全賴賢妻一人，賢妻要自保身體，切不可過悲。 二、吾母老矣，望汝孝養。 三、子女切要撫養，使其成人，木枝是為市民而亡，身雖死猶榮。 四、一生使賢妻苦痛多矣，望賢妻恕我，我每日每夜仍在汝身邊，保佑汝們。 五、家門要自重，切不可自暴自棄，再祈保重身體。 夫 潘木枝遺 |

## 證言
牧師黃武東：「他還天真的以為會經過法院公判，還說將在公判時討回公道。直到槍殺的前一天，一名守衛偷偷的在香菸盒上寫字告訴他，明日即將行刑，請他把遺言寫在香菸盒上，他願意轉達其夫人。潘木枝才知道事態嚴重……」
潘木枝三子潘英三：「當時我只有13歲，在距離火車站約50公尺處，聽到槍聲。我從人牆擠進去抱住父親，他的臉已經變形了，雙頰消瘦得不成人樣。我跟他說二哥已經死了，家裡情形如何如何。父親眼眶開始潮濕，但仍然瞪著雙目。最後我跟父親講『好好安心的去吧』，用右手往下撫摸，父親才閉上眼。」